# Legde/Quitzöbel
Legde/Quitzöbel est une commune allemande de l'arrondissement de Prignitz, Land de Brandebourg.

## Géographie
Legde/Quitzöbel se situe sur l'Elbe, à la frontière avec la Saxe-Anhalt.
Le commune comprend les quartiers de Legde, Lennewitz, Quitzöbel et Roddan.
|                     | Bad Wilsnack    |             |
| Rühstädt            | Legde/Quitzöbel | Plattenburg |
| Altmärkische Wische | Werben          |             |

## Histoire
Legde/Quitzöbel est formée le 31 mars 2002 à la suite de la fusion volontaire des communes précédemment indépendantes Legde et Quitzöbel.
Legde est mentionné pour la première fois en 1274, Lennewitz en 1310 sous le nom de Leneuiz, Quitzöbel en 1310 sous le nom de Quitzhovel. Quitzöbel est le siège de la famille de Quitzow.
Le 6 mars 1830, Quitzöbel, Legde et Lennewitz sont complètement inondés après plusieurs ruptures de barrage sur l'Elbe causés par la dérive et l'accumulation de glace. Les dégâts sont considérables.
En février 1974, Quitzöbel fusionne avec Legde. En mai 1990, le lieu redevient une municipalité indépendante.
Le château de Quitzöbel construit en 1754 est mentionné par Theodor Fontane dans son œuvre Fünf Schlösser.

## Personnalités liées à la commune
- Hermann von Jagow (1848-1923), membre du Reichstag (Empire allemand).
- Rainer Neumann (né en 1949), membre du Landtag de Brandebourg.